# Pietro Fea (bibliotecario)
Pietro Fea (Torino, 26 novembre 1849 – Roma, 27 aprile 1932) è stato un bibliografo e bibliotecario italiano.

## Biografia
Unico figlio maschio di Leonardo, già bibliotecario della Camera dei deputati dal 1848 al 1870, e di Angiola Ponzio, iniziò il liceo a Torino e lo terminò presso l'Istituto Dante di Firenze. In gran parte autodidatta, quando il padre morì fu ammesso fra il personale della Biblioteca della Camera dei deputati, con il grado di applicato di terza classe, a far data dal 1º luglio 1870. Fea si occupò, insieme all'allora bibliotecario Giovanni Battista Scovazzi, del trasloco della Biblioteca della Camera da Firenze a Roma, al secondo piano di Palazzo Montecitorio. Dal 1º aprile 1877 fu promosso a segretario di seconda classe e dal 1º luglio 1879 divenne vice bibliotecario. In questa veste, sotto le direttive di Filippo Mariotti, membro della Commissione di vigilanza sulla Biblioteca della Camera dal 1878 al 1887, diede un contributo decisivo allo sviluppo e alla riorganizzazione della Biblioteca.
Fea fu direttore della Biblioteca della Camera dal 1º gennaio 1889 al 30 giugno 1920. La sua direzione seguì le linee di sviluppo disegnate da Filippo Mariotti a cui aggiunse competenze acquisite sul campo, spiccate capacità organizzative e di relazione, una profonda conoscenza del mondo politico e un’orgogliosa difesa delle ragioni della Biblioteca. A lui si deve, in gran parte, il Catalogo metodico delle opere monografiche e il Catalogo metodico degli scritti contenuti nelle pubblicazioni periodiche italiane e straniere. Durante il periodo della sua direzione scrisse una sorta di diario burocratico, continuato per alcuni anni dal suo successore Antonio Rovini: Libro dei ricordi, anni 1889-[1926] il cui manoscritto è conservato presso la Biblioteca della Camera dei deputati.
Fea fu un cattolico “transigente”, devoto alla causa della conciliazione tra cattolicesimo e liberalismo, nel nome della difesa dell’unità nazionale monarchica e fu un assiduo collaboratore della “Rassegna nazionale” di Manfredo Da Passano, quasi sempre firmandosi con pseudonimi.
Dopo la pensione, nonostante l’età avanzata, Fea continuò un’attività operosa in campo bibliografico. Fu infatti il principale redattore della grande bibliografia dell'editoria pubblica nazionale Pubblicazioni edite dallo Stato o col suo concorso (1861-1923), voluta da Alberto De Stefani, Ministro delle finanze del primo Governo Mussolini. Nel 1935, a cura della famiglia, fu pubblicato un opuscolo contenente due scritti di Pietro Fea: una biografia del padre Leonardo e una breve autobiografia.
Fea fu anche storico militare, scrisse, tra l'altro, una storia dei bersaglieri ed un volume su Alessandro Farnese, duca di Parma.

## Opere
- Storia dei bersaglieri, Firenze, Tipografia della Gazzetta d'Italia, 1879, xv, 321 p.
- Alessandro Farnese duca di Parma, Firenze, Bocca, 1886, xlviii, 530 p. + 2 c. geogr. ripieg.
- Tre anni di guerra e l'assedio di Torino del 1706: narrazione storico-militare, Roma, Voghera, 1905.
- Biografia di Leonardo Fea, 1810-1870 ; Cenni autobiografici, 1849-1932, Tivoli, Mantero, 1935, 112 p.

## Archivio
Nell'archivio Manfredo Da Passano, presso l'Archivio di Stato di Genova, è presente un ricco epistolario di Pietro Fea. Presso l'Archivio storico della Camera dei deputati, nel Fondo Biblioteca, sono presenti molte buste con materiali riferibili alla gestione di Pietro Fea.